# کشکک (غذا)
کشکک نوعی خورش تشریفاتی گوشت یا مرغ و گندم یا جو است که در غذاهای ترکی، ایرانی، یونانی، ارمنی و بالکان یافت می‌شود.
در سال ۲۰۱۱، کشکک به عنوان میراث فرهنگی ناملموس ترکیه توسط یونسکو تأیید شد.

## تاریخچه
اولین اشاره مکتوب شناخته شده به این غذا در نسخه‌ای از دانشمند نامه مربوط به سال ۱۳۶۰ است. کشکک در ایران و منطقه سوریه در اوایل قرن پانزدهم ثبت شده است. امروزه نیز به‌طور سنتی در جشن‌های مذهبی و مراسم تدفین توسط بسیاری مصرف می‌شود.
نام این غذا به کشک اشاره دارد که در قرن ۱۶ تا ۱۸ و در ایران شیر گوسفند را به آرد گندم یا جو و گوشت در قسمت‌های مساوی با هم مخلوط کرده و می‌پختند. .
این غذا تحت عنوان keskek , ceskeki و kiskek (keskék, keskéki و kiskék)، یک غذای جشنواره‌ای در لسبوس و در میان یونانیان پونتی است. در لسبوس، کشکک در شب‌های تابستانی و با ذبح یک گاو نر با تشریفات خاص تهیه می‌شود، غذا در طول شب پخته می‌شود و روز بعد با گندم مصرف می‌گردد.
کشکک در مناطق شمال شرقی و آناتولی میانه در ترکیه "haşıl" نامیده می‌شود.
کلمه اسلاوی کاشا ممکن است از فارسی کَشک وام گرفته شده باشد: کیشک.
کشکک در ارمنستان به نام هریسا شناخته می‌شود. هاریسا (خوراک) شباهت زیادی به کشکک از نظر آماده‌سازی و فرایند پخت آن دارد. هریسا با معانی نمادین مختلفی همراه است.